# Rio Oitavén
O rio Oitavén é um pequeno curso de água da província de Pontevedra, na Galiza. O rio se encontra com o rio Verdugo, e juntos, desaguam na ria de Vigo.

## Características
O rio Oitavén nasce na serra do Suído, no concelho de Lama, a uma altura aproximada de 800 metros, desenvolvendo um percurso muito inclinado, devido aos vales em V. Após 32 km de sua nascente o rio encontra o rio Verdugo na Ponte da Barca, no conselho de Soutomaior. Atravessa os concelhos de Lama, Ponte Caldelas, Fornelos de Montes e Soutomaior.
A importância hídrica do Oitavén está no seu superior caudal de 10,5 m³/s (o Verdugo despeja na foz 17 m³/s), sendo as vezes considerado como sistema Oitavén-Verdugo (o curso comum de ambos atinge 7 km).

## Afluentes e bacia hidrográfica
A bacia do Oitavén é assimétrica, por ter próxima a sua margem direita, a bacia do Verdugo, fazendo com que seus principais afluentes se localizarem na margem esquerda, como o rio da Xesta, o rio Vertín e o rio Barragán.
O tamanho total da bacia do Oitavén é de 177,7 km² (e do conjunto com a do rio Verdugo é de 357 km².

## Aproveitamento

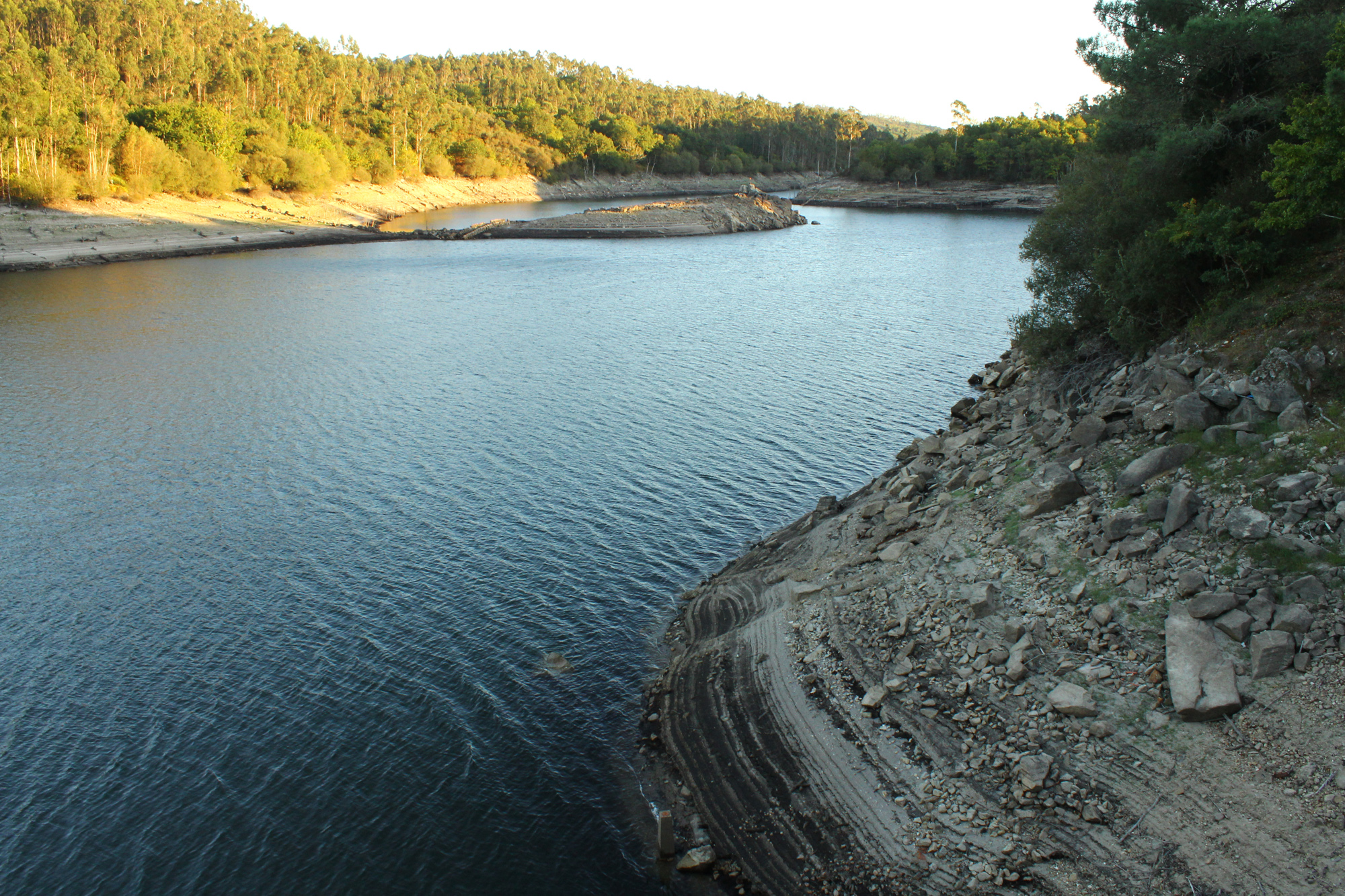
Vista da represa de Eiras

Na parte média-alta do rio, no limite das cidades de Ponte Caldelas e Fornelos de Montes, encontra-se a represa de Eiras, que fornece água para cidade de Vigo.

## Regime hidrográfico
O rio Oitavén é um rio de regime pluvial. A precipitação anual na bacia alcança os 1884 mm anuais, sendo que parte superior, a precipitações entre 2000 e 2500 mm.